# Bocchoropsis
Bocchoropsis és un gènere d'arnes de la família Crambidae.

## Taxonomia
- Bocchoropsis pharaxalis (Druce, 1895)
- Bocchoropsis plenilinealis (Dyar, 1917)